# Circle (Montana)
Circle város az USA Montana államában, McCone megyében, melynek megyeszékhelye is. Lakosainak száma 591 fő (2020. április 1.).

## Népesség
A település népességének változása:

| 2010 | 615 |
| 2020 | 591 |